# Terminal de Autobuses de Zacapu

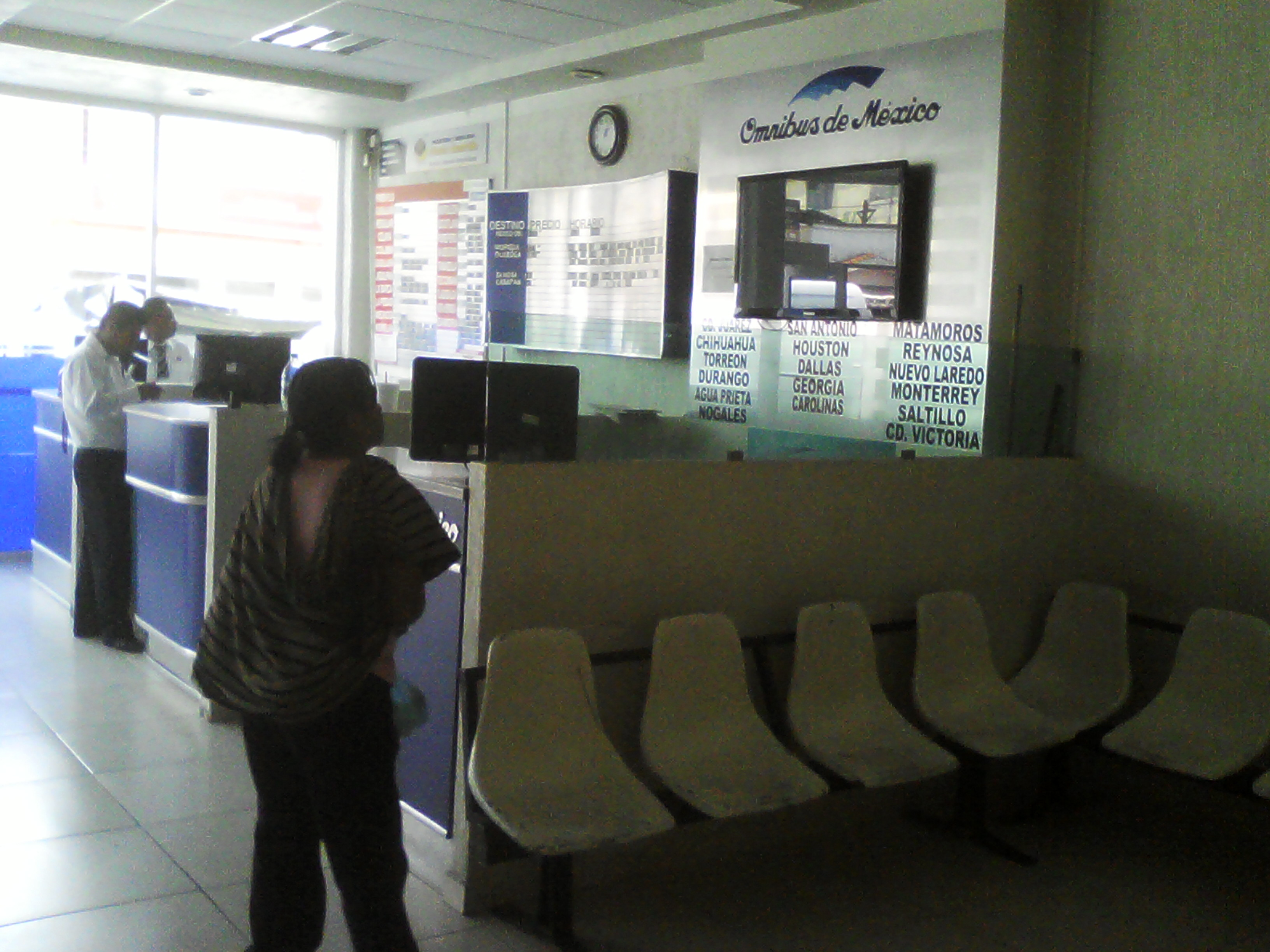
Sala de espera de la terminal

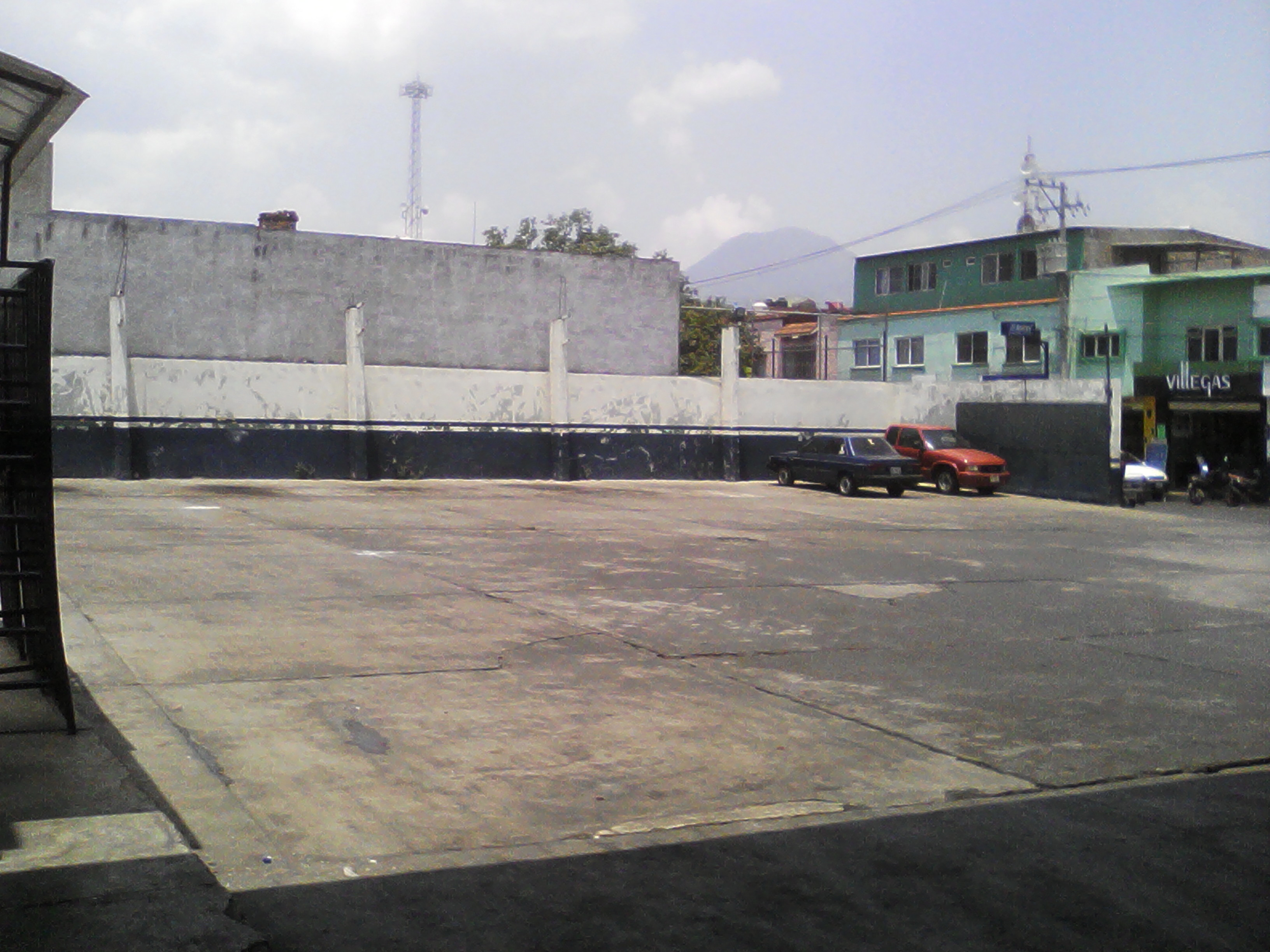
Zona de aparcamiento de autobuses

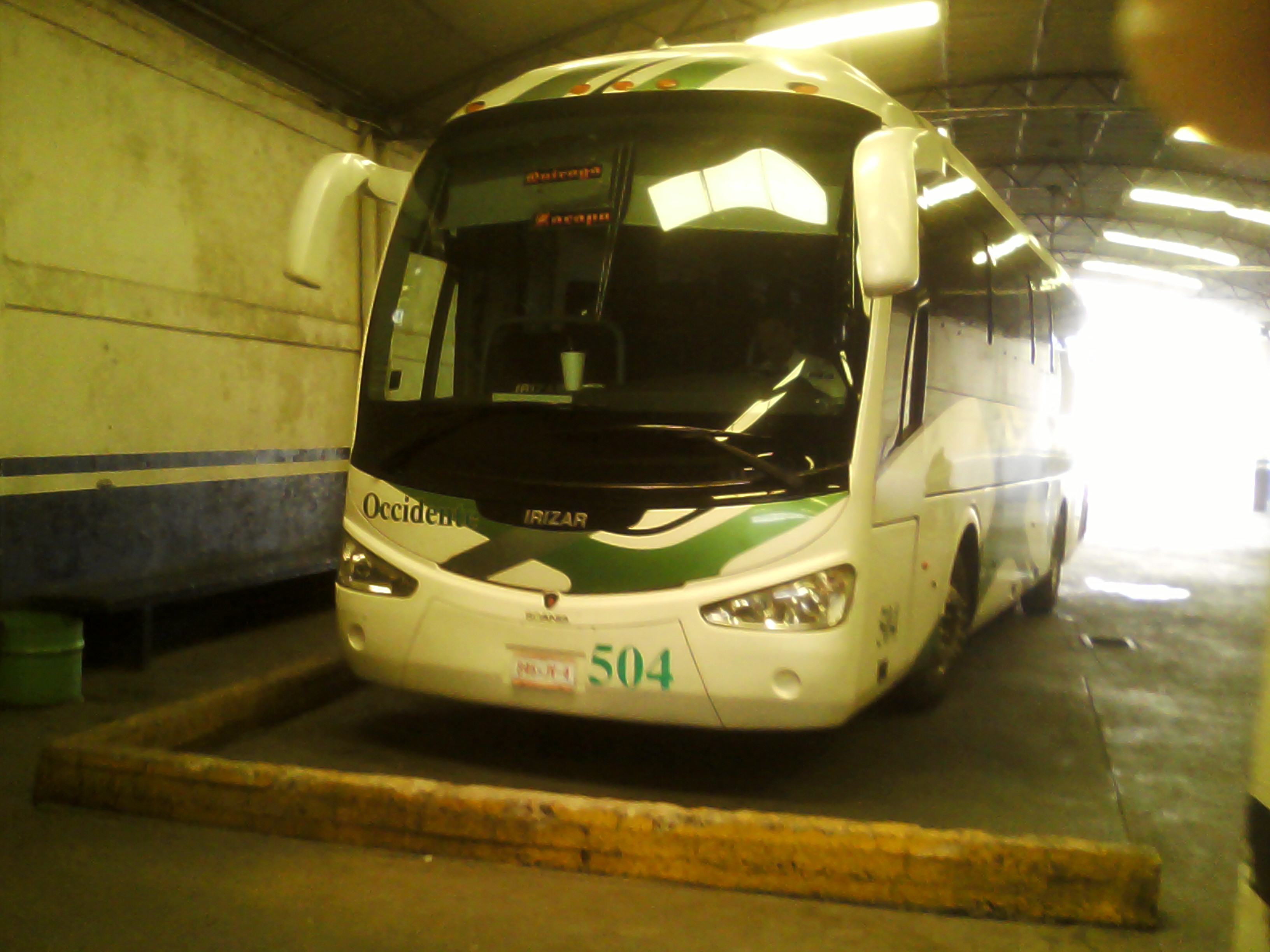
Autobús de Occidente en la zona de andenes secundarios

La Terminal de Autobuses de Zacapu es la principal Terminal de autobuses de la ciudad de Zacapu, atiende aproximadamente 8 corridas por hora entre llegadas y salidas en horario común y está diseñada para que salga un autobús a la vez. Se aborda en el andén principal al lado de la sala de espera, aunque cuenta con 3 andenes detrás de la sala de espera y 7 espacios para aparcamiento de autobuses. A lo largo de su existencia ha sufrido diversas modificaciones principalmente en la fachada y la sala de espera.

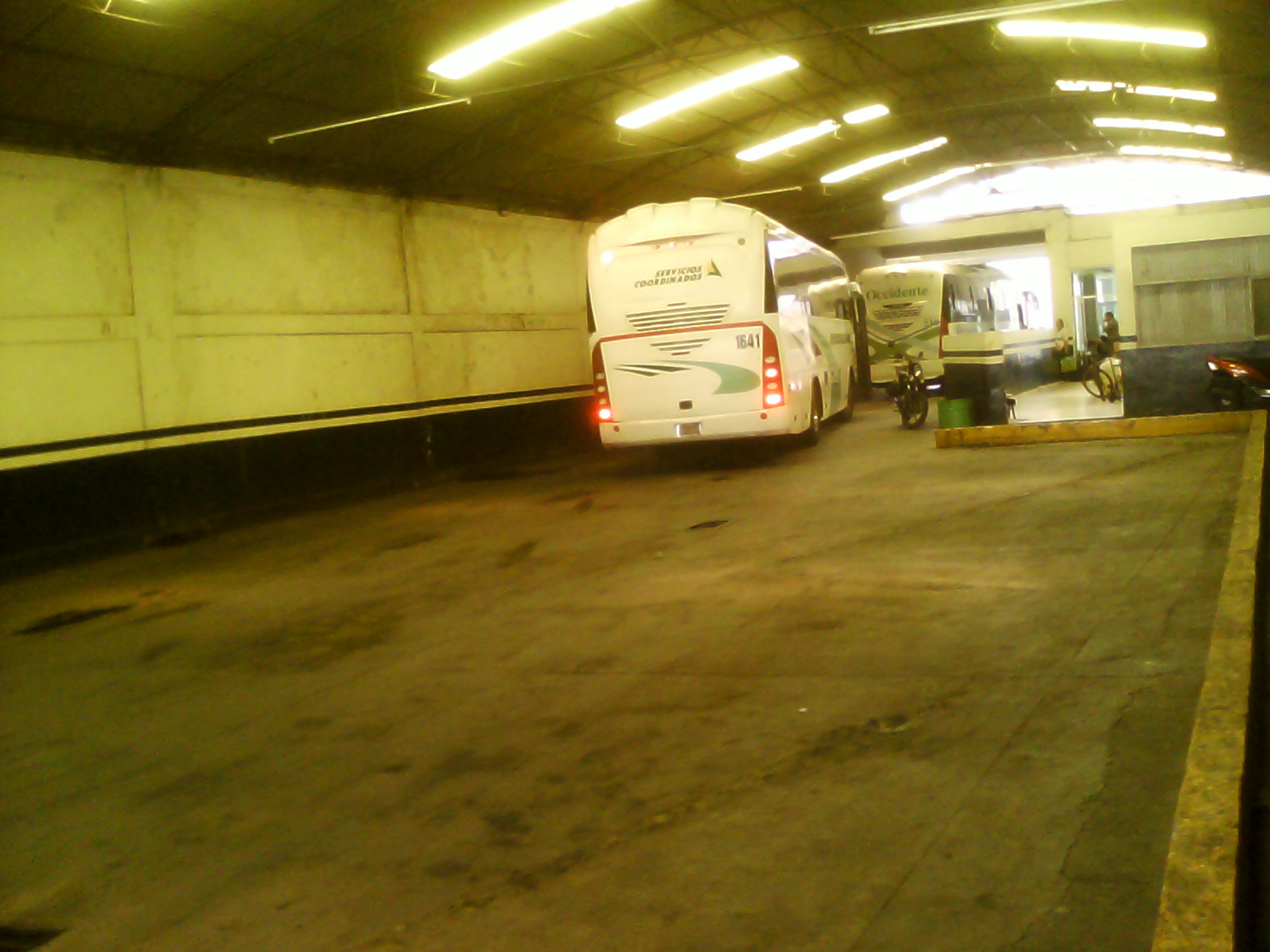
Vista hacia el andén principal y sala de espera

## Destinos

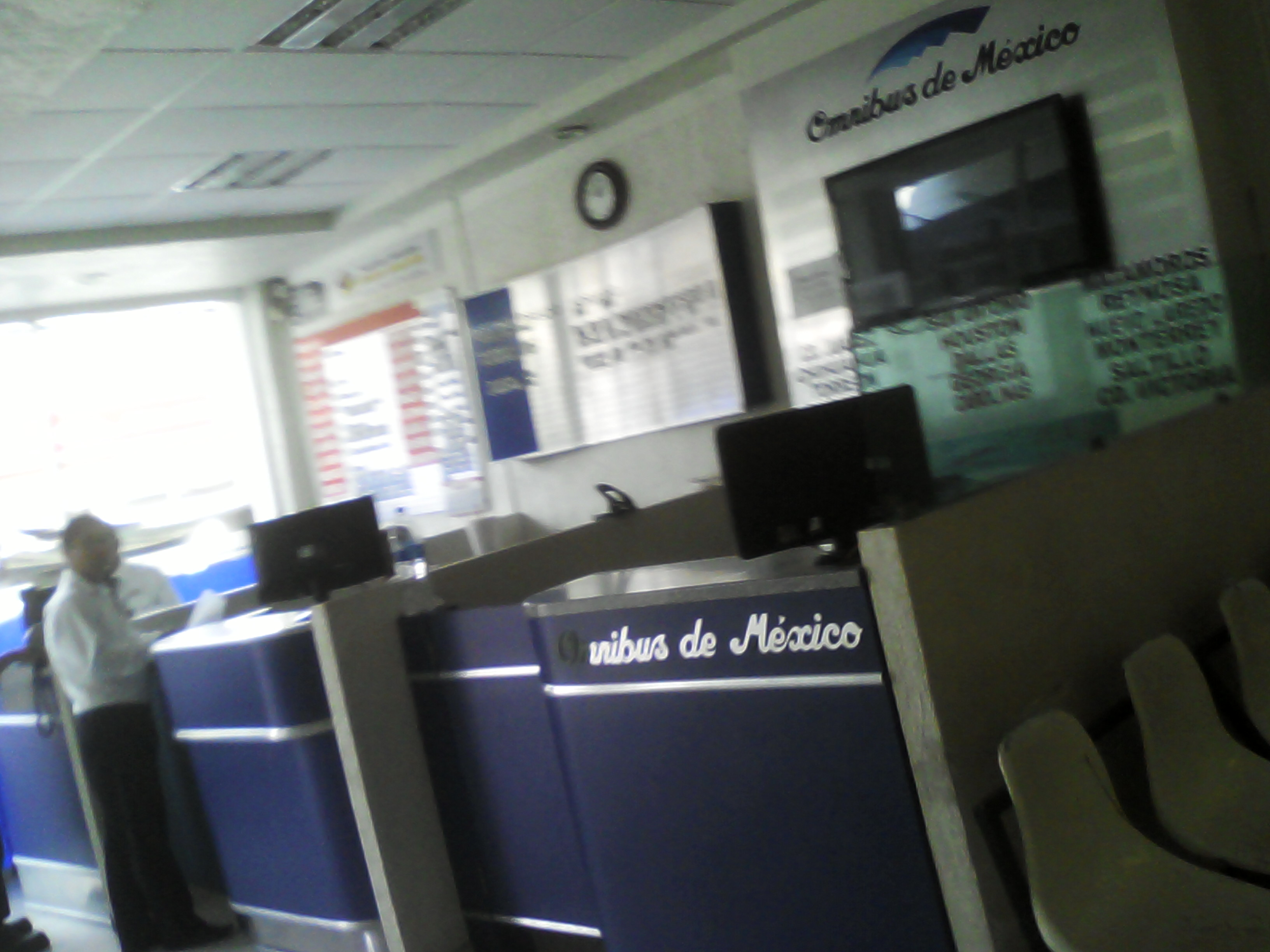
Taquillas de la terminal.

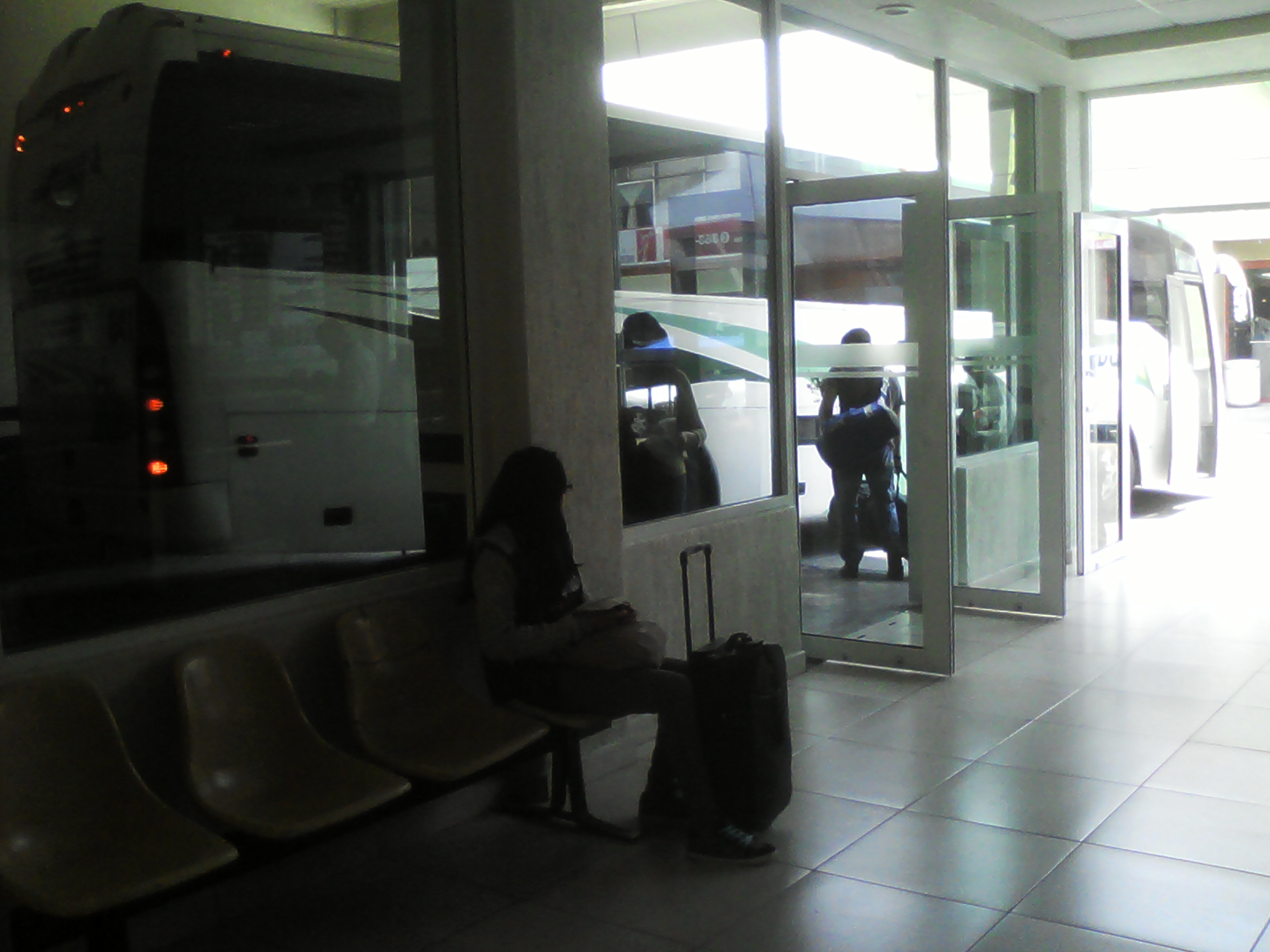
Andén principal (Zona de abordaje).

### Servicio de primera clase
Estos autobuses solo hacen escalas en los destinos establecidos y suelen ser muy estrictos con su itinerario.
| Líneas de Autobuses              | Destinos                                                                                          |
| -------------------------------- | ------------------------------------------------------------------------------------------------- |
| Primera Plus                     | Guadalajara, Pátzcuaro, Puruarán y Quiroga.                                                       |
| Autovías                         | Morelia, México Poniente y Toluca.                                                                |
| Pacífico (Grupo Estrella Blanca) | Ciudad Obregón, Culiacán, Guadalajara, Hermosillo, Mazatlán, Mexicali, Navojoa, Tecate y Tijuana. |

### Servicio ordinario
Este tipo de autobuses puede hacer paradas para recoger y dejar pasaje a lo largo de su ruta.
| Líneas de Autobuses                                 | Destinos |
| --------------------------------------------------- | --- |
| Flecha Amarilla / Servicios Coordinados / Costa Mar | Guadalajara, Ocotlán, Celaya, Colima, Jiquilpan, La Barca, La Piedad, México Poniente, Morelia, Moroleón, Purépero, San José de Gracia, Tamazula, Tecomán, Tlazazalca, Vista Hermosa y Zamora. |
| Autobuses de Occidente                              | Morelia, Quiroga y Zamora. |

## Acontecimientos
El 17 de noviembre de 2014 fueron suspendidas todas las corridas de autobuses en la Central de Zacapu debido a un bloqueo por parte de indígenas en la comunidad de Santa Fe de la Laguna.